# Copa Triplemanía
La Copa Triplemanía es un battle royal de lucha libre profesional celebrado por la promoción de lucha libre profesional AAA en su evento anual TripleManía. Se llevó a cabo por primera vez en Triplemanía IX en 2001. Después de 13 años regresa la segunda conmemoración en Triplemanía XXII en 2014.

## Historia
- En Triplemanía IX se llevó a cabo su primera edición, fue un Four-Way Elimination Match para coronar el primer ganador de Copa Triplemanía IX. Latin Lover ganó la Copa haciendo rendir a Héctor Garza.
- En Triplemanía XXII volvió el trofeo luego de 13 años, fue de Four-Way Match para coronar al ganador de Copa Triplemanía XXII. Aguayo ganó la Copa venciendo a Myzteziz después de que evitara una "Mística" de Myzteziz y aplicarle un "Perrito Driver".
- En Triplemanía XXIV se llevó la tercera edición, en esta ocasión fue Battle Royal y en la final mano a mano para coronar el segundo ganador de Copa Triplemanía XXII. Australian Suicide ganó la Copa venciendo a Daga con conteo de 3.
- En Triplemanía XXV se llevó la cuarta edición, en esta ocasión fue un Battle Royal de 30 luchadores con leñadores, en entradas en intervalos de equipos de tercias, La Parka ganó el combate al ser el último sobreviviente de la batalla.
- En Triplemanía XXVII se llevó la quinta edición, en esta ocasión fue Battle Royal y en la final mano a mano para coronar al quinto ganador de Copa Triplemanía XXVII. Pagano ganó la Copa venciendo a Chessman con conteo de 3.
- En Triplemanía Regia se llevó la sexta edición, en esta ocasión fue Battle Royal y en la final mano a mano para coronar al sexto ganador de Copa Triplemanía. Niño Hamburguesa eliminó a La Hiedra para llevarse el trofeo.
- En Triplemanía XXVIII se llevó la séptima edición, en esta ocasión fue Battle Royal exclusivo para luchadoras femeninas, la ganadora de la Copa Triplemanía XXVIII fue Lady Shani que eliminó a Lady Maravilla.
- En Triplemanía XXIX se llevó la octava edición, y la primera en llamarse Copa Bardahl con un Battle Royal, el ganador fue Mr. Iguana eliminando a Carta Brava Jr.

## Ganadores de Copa Triplemanía
| Ganador                  | Fecha                   | Lugar                          | Triplemanía                   | Participantes | Finalista                 |
| ------------------------ | ----------------------- | ------------------------------ | ----------------------------- | ------------- | ------------------------- |
| Latin Lover              | 24 de mayo de 2001      | Acapulco                       | Triplemanía IX                | 4             | Héctor Garza              |
| El Hijo del Perro Aguayo | 17 de agosto de 2014    | Ciudad de México               | Triplemanía XXII              | 4             | Myzteziz                  |
| Australian Suicide       | 28 de agosto de 2016    | Ciudad de México               | Triplemanía XXIV              | 11            | Daga                      |
| La Parka                 | 26 de agosto de 2017    | Ciudad de México               | Triplemanía XXV               | 30            | Averno                    |
| Pagano                   | 3 de agosto de 2019     | Ciudad de México               | Triplemanía XXVII             | 14            | Chessman                  |
| Niño Hamburguesa         | 1 de diciembre de 2019  | Monterrey, Nuevo León          | Triplemanía Regia             | 11            | La Hiedra                 |
| Lady Shani               | 12 de diciembre de 2020 | Ciudad de México               | Triplemanía XXVIII            | 9             | Lady Maravilla            |
| Mr. Iguana               | 14 de agosto de 2021    | Ciudad de México               | Triplemanía XXIX              | 12            | Carta Brava Jr.           |
| Microman                 | 30 de abril de 2022     | Monterrey, Nuevo León          | Triplemanía XXX - Monterrey   | 11            | Faby Apache y Heavy Metal |
| Niño Hamburguesa         | 18 de junio de 2022     | Tijuana, Baja California       | Triplemanía XXX - Tijuana     | 13            | Mamba                     |
| Toscano                  | 16 de abril de 2023     | Monterrey, Nuevo León          | Triplemanía XXXI - Monterrey  | 10            | Negro Casas               |
| La Hiedra                | 15 de julio de 2023     | Tijuana, Baja California       | Triplemanía XXXI - Tijuana    | 13            | Lady Flammer              |
| Laredo Kid               | 12 de agosto de 2023    | Ciudad de México               | Triplemanía XXXI - CDMX       | 12            | Komander                  |
| Pimpinela Escarlata      | 27 de abril de 2024     | Monterrey, Nuevo León          | Triplemanía XXXII - Monterrey | 14            | Antifaz del Norte         |
| D'Luxe                   | 15 de junio de 2024     | Tijuana, Baja California       | Triplemanía XXXII - Tijuana   | 9             | -                         |
| Octagón Jr.              | 17 de agosto de 2024    | Azcapotzalco, Ciudad de México | Triplemanía XXXII - CDMX      | 16            | Zumbido                   |
| Omos                     | 16 de agosto de 2025    | Ciudad de México               | Triplemanía XXXIII            | 14            | La Parka                  |

## Récords y estadísticas

### Datos generales
- El battle royal que duró más tiempo fue el de Triplemanía XXV con 26:14. Por otro lado, el de menos tiempo fue el de Triplemanía IX con 11:00.
- Los luchadores que más participaciones tuvo en la battle royal fue Australian Suicide, Argenis, El Hijo del Perro Aguayo, La Parka, Pimpinela Escarlata y Super Fly con 2 participaciones consecutivas.
- Los participantes que provinieron de Global Force Wrestling para el battle royal fueron Jeff Jarrett, Lashley y Moose.

### Número de participantes

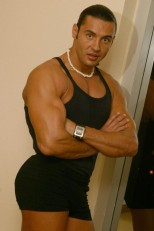
Latin Lover fue el primer ganador de la Copa Triplemanía en Triplemanía IX.

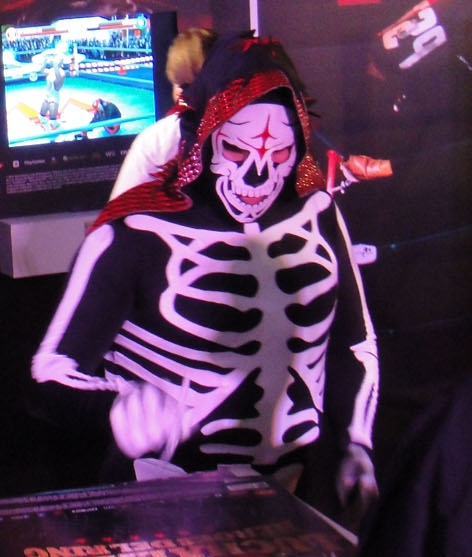
La Parka fue el cuarto ganador de la Copa Triplemanía en Triplemanía XXV.

| Luchadores (as)           | IX   | XXII | XXIV | XXV  | XXVII | Regia |
| ------------------------- | ---- | ---- | ---- | ---- | ----- | ----- |
| Aero Star                 |      |      |      |      | Sí    |       |
| Abismo Negro Jr.          |      |      |      |      |       | Sí    |
| Argenis                   |      |      | Sí   | Sí   |       |       |
| Australian Suicide        |      |      | Ganó | Sí   |       | Sí    |
| Averno                    |      |      |      | Sí   | Sí    | Sí    |
| Bengala                   |      |      |      | Sí   |       |       |
| Blue Demon Jr.            |      |      |      | Sí   |       |       |
| Chessman                  |      |      |      | Sí   | Sí    |       |
| Cibernético               |      | Sí   |      |      |       |       |
| Daga                      |      |      | Sí   |      | Sí    |       |
| Dr. Wagner Jr.            |      | Sí   |      |      |       |       |
| Drago                     |      |      |      |      | Sí    |       |
| Eclipse Jr.               |      |      |      |      | Sí    |       |
| El Hijo del Perro Aguayo  | Sí   | Ganó |      |      |       |       |
| El Hijo del Pirata Morgan |      |      | Sí   |      |       |       |
| El Elegido                |      |      | Sí   |      |       |       |
| El Zorro                  |      |      | Sí   |      |       |       |
| Faby Apache               |      |      |      | Sí   |       |       |
| Halloween                 |      |      |      | Sí   |       |       |
| Heavy Metal               | Sí   |      |      |      |       |       |
| Héctor Garza              | Sí   |      |      |      |       |       |
| Hernández                 |      |      | Sí   |      |       |       |
| Histeria                  |      |      |      | Sí   |       |       |
| Jeff Jarrett              |      |      |      | Sí   |       |       |
| Joe Líder                 |      |      |      | Sí   |       |       |
| Konnan                    |      |      |      |      | Sí    |       |
| La Hiedra                 |      |      |      |      |       | Sí    |
| La Parka                  |      |      | Sí   | Ganó | Sí    |       |
| Lashley                   |      |      |      | Sí   |       |       |
| Latin Lover               | Ganó |      |      |      |       |       |
| Mamba                     |      |      | Sí   |      |       | Sí    |
| Maniaco                   |      |      |      | Sí   |       |       |
| Michael Nakazawa          |      |      |      |      |       | Sí    |
| Monster Clown             |      |      |      |      | Sí    |       |
| Moose                     |      |      |      | Sí   |       |       |
| Mr. Águila                |      |      |      | Sí   |       |       |
| Mr. Iguana                |      |      |      |      |       | Sí    |
| Murder Clown              |      |      |      |      |       | Sí    |
| Myzteziz                  |      | Sí   |      |      |       |       |
| Niño Hamburguesa          |      |      |      |      |       | Ganó  |
| Pagano                    |      |      |      |      | Ganó  |       |
| Pimpinela Escarlata       |      |      | Sí   | Sí   |       |       |
| Psicosis                  |      |      |      | Sí   |       |       |
| Puma King                 |      |      |      |      | Sí    |       |
| Rey Escorpión             |      |      |      |      | Sí    |       |
| Scorpio Jr.               |      |      |      | Sí   |       |       |
| Super Fly                 |      |      | Sí   | Sí   | Sí    | Sí    |
| Taurus                    |      |      | Sí   |      |       |       |
| Vampiro                   |      |      |      |      | Sí    |       |
| Villano IV                |      |      |      | Sí   |       |       |
| Zumbido                   |      |      | Sí   |      |       |       |